# Monte Pana

Die Ciandevaves- und Monte-Pana-Almen mit Langkofelgruppe, Sellagruppe und Cirspitzen.

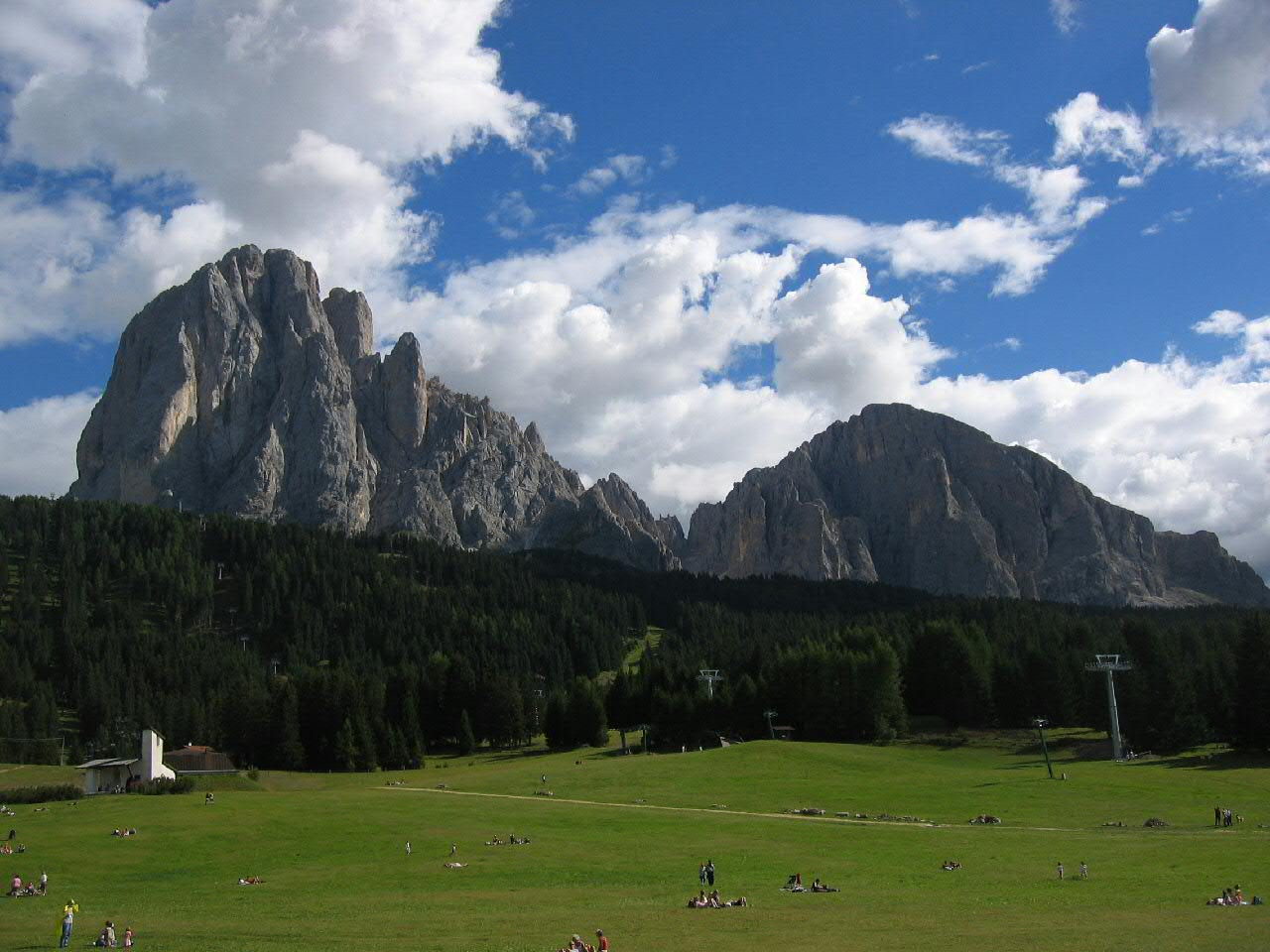
Die Pana-Alm, dahinter Langkofel und Plattkofel

Monte Pana oder auch Pana-Alm (ladinisch Mont de Pana) ist ein Hochplateau im südlichen Gemeindeteil von St. Christina in Gröden (Südtirol). Dieses Gebiet erstreckt sich von 1600 bis 1800 m über dem Meeresspiegel
Vom Ortskern St. Christinas ist der Monte Pana mit einem Sessellift oder über eine Straße zu erreichen. Das Hochplateau ist südlich dem Mont de Sëura in der Langkofelgruppe (Langkofel, Plattkofel) vorgelagert. Im Westen grenzt es an Europas größtes Hochplateau, die Seiser Alm und den Jenderbach. In Richtung Norden kann man die Geislergruppe sehen. Im Osten grenzt der Monte Pana an den Ampezan-Bach und weiter an die Saslong-Weltcuppiste.

## Winter
Im Winter ist der Monte Pana ein wichtiger Ausgangspunkt für Skifahrer, mit Verbindungen zur Seiser Alm und zur Sellaronda.
Im Jahre 2006 wurde eine Sprungschanze eröffnet, die dem heimischen Ski-Club sehr gute Trainingsmöglichkeiten bietet. 2007 wurde das Langlaufzentrum St. Christina, das größte Grödens, auf dem Monte Pana eröffnet. Die Pisten sind insgesamt 30 km lang und es gibt drei verschiedene Schwierigkeitsgrade.

## Sommer
Im Sommer ist Monte Pana ein idyllischer Ort mit Ausblick zum östlich gelegenen Sellamassiv und zur südlich gelegenen Langkofelgruppe. Von Monte Pana starten viele Wanderungen.

## Sehenswürdigkeiten

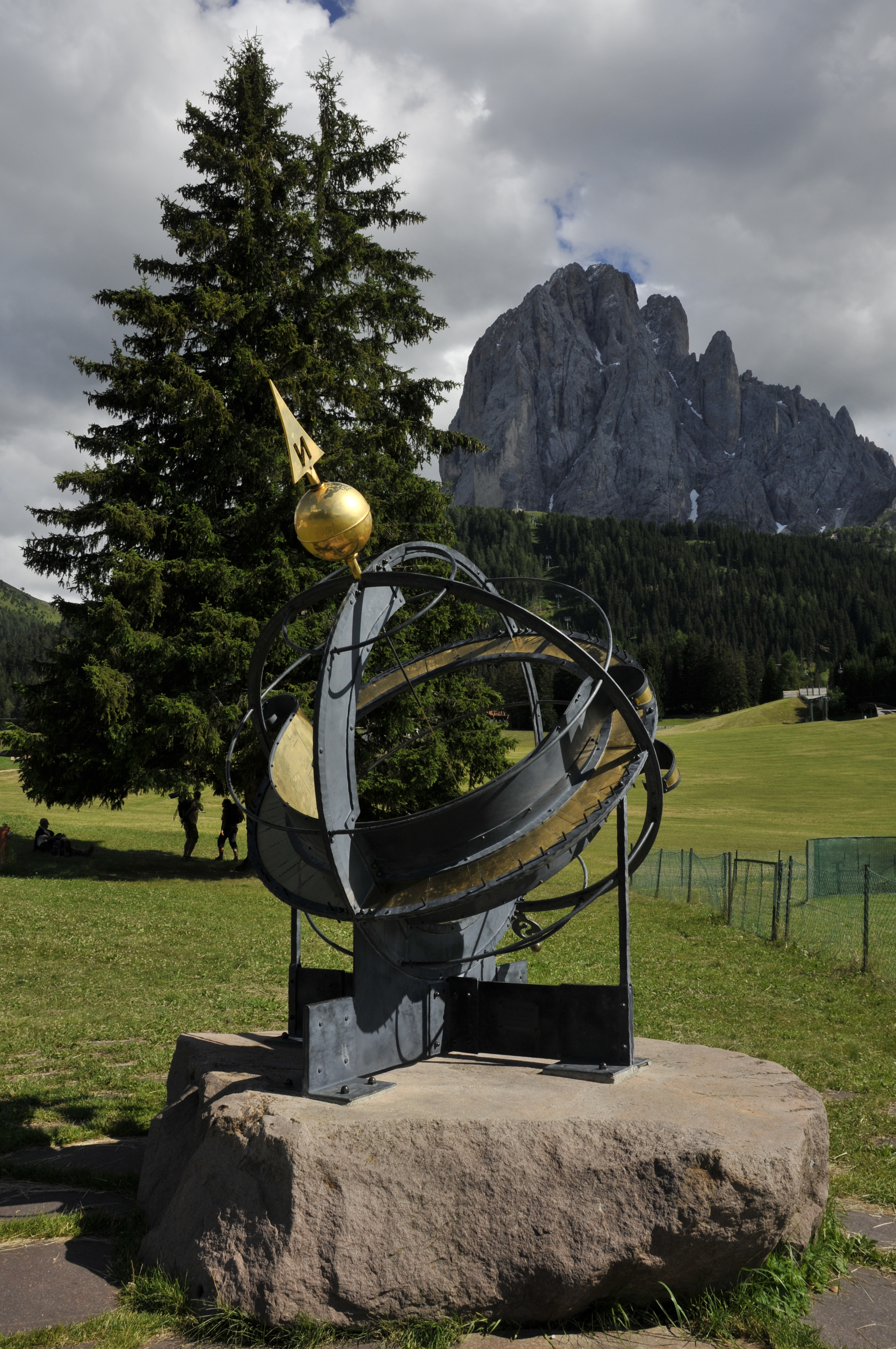
Sonnenuhr des Simon Moroder, im Hintergrund der Langkofel

- Das Hotel Monte Pana und anliegende Kapelle des Architekten Franz Baumann – ein Beispiel (mit neuem Zubau) moderner alpiner Architektur der 1930er Jahre.
- Die Bergkapelle des Architekten Franz Baumann mit St.-Bernhards-Fresko von Albert Stolz (1936) und holzgeschnitztem Kreuz von Vinzenz Peristi.
- Die Sonnenuhr: eine sphärische Äquatorial-Sonnenuhr, die nicht nur für St. Christina, sondern auch noch 60 weitere Städte die wahre Ortszeit (WOZ) und die mitteleuropäische Zeit (MEZ) anzeigt.

## Toponomastik
Siehe dazu die Karte der ladinischen Namen der Umgebung.

## Bergkapelle

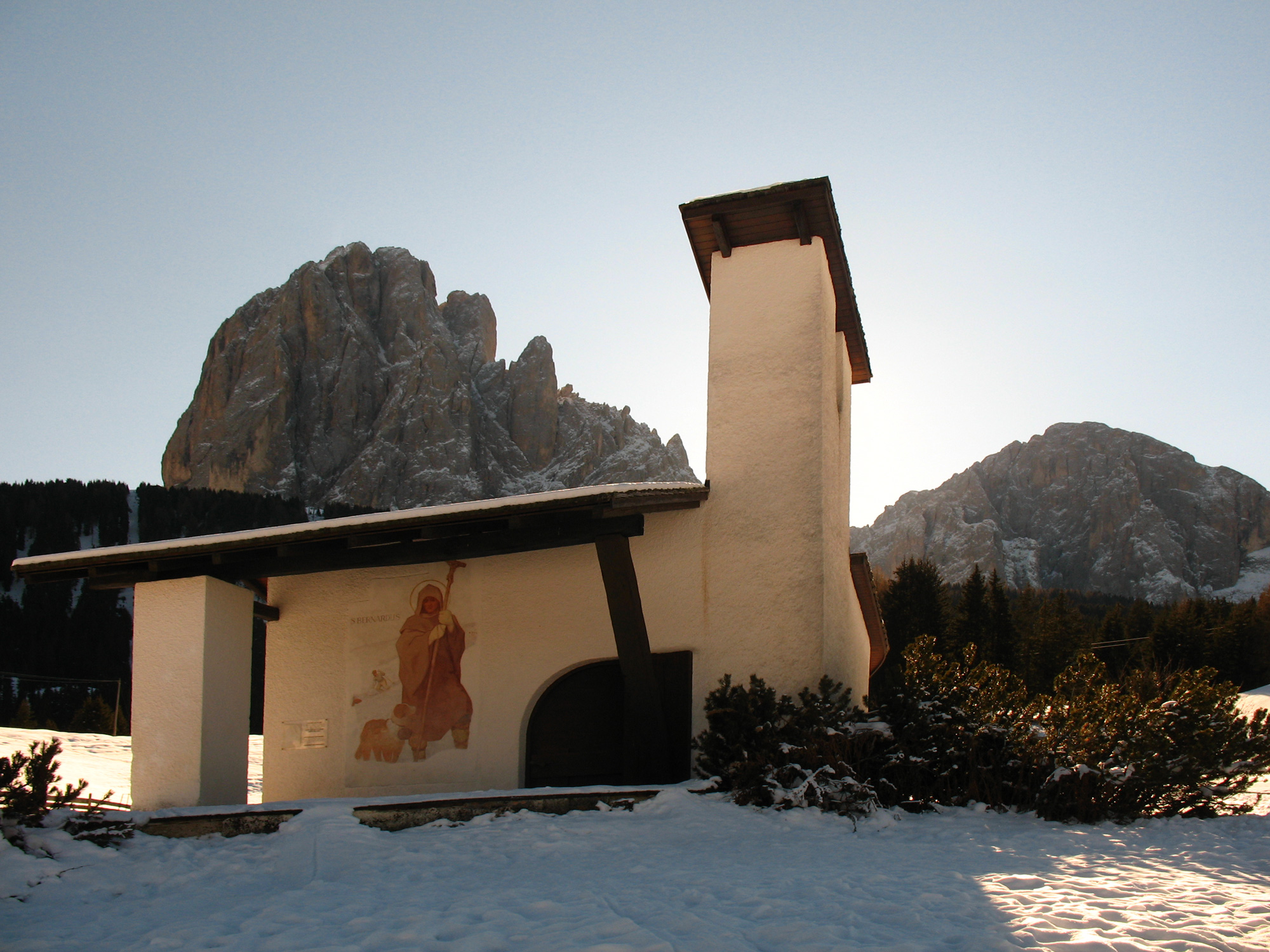
Bergkapelle von Franz Baumann
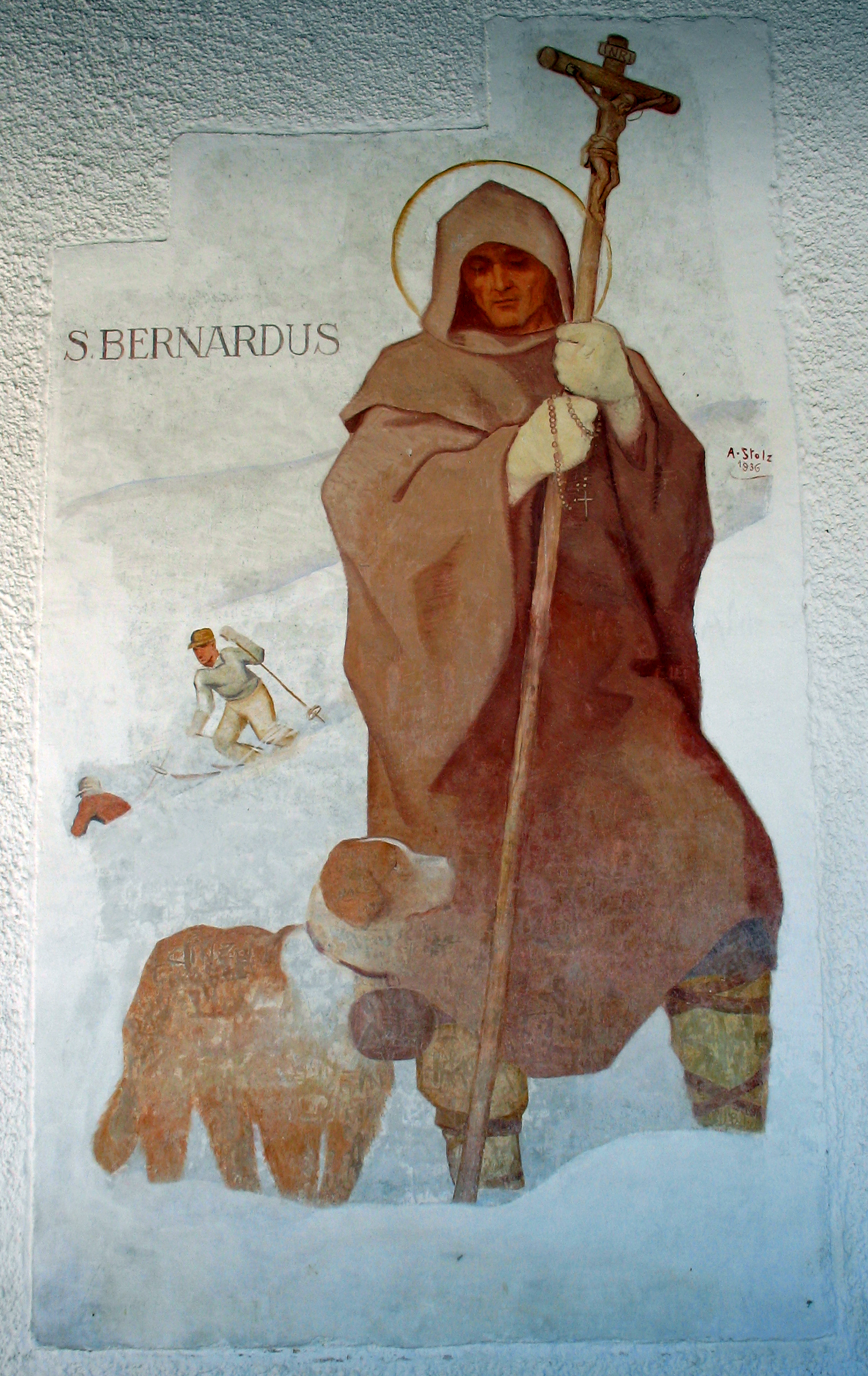
Fresko von Albert Stolz an der Außenseite der Kapelle
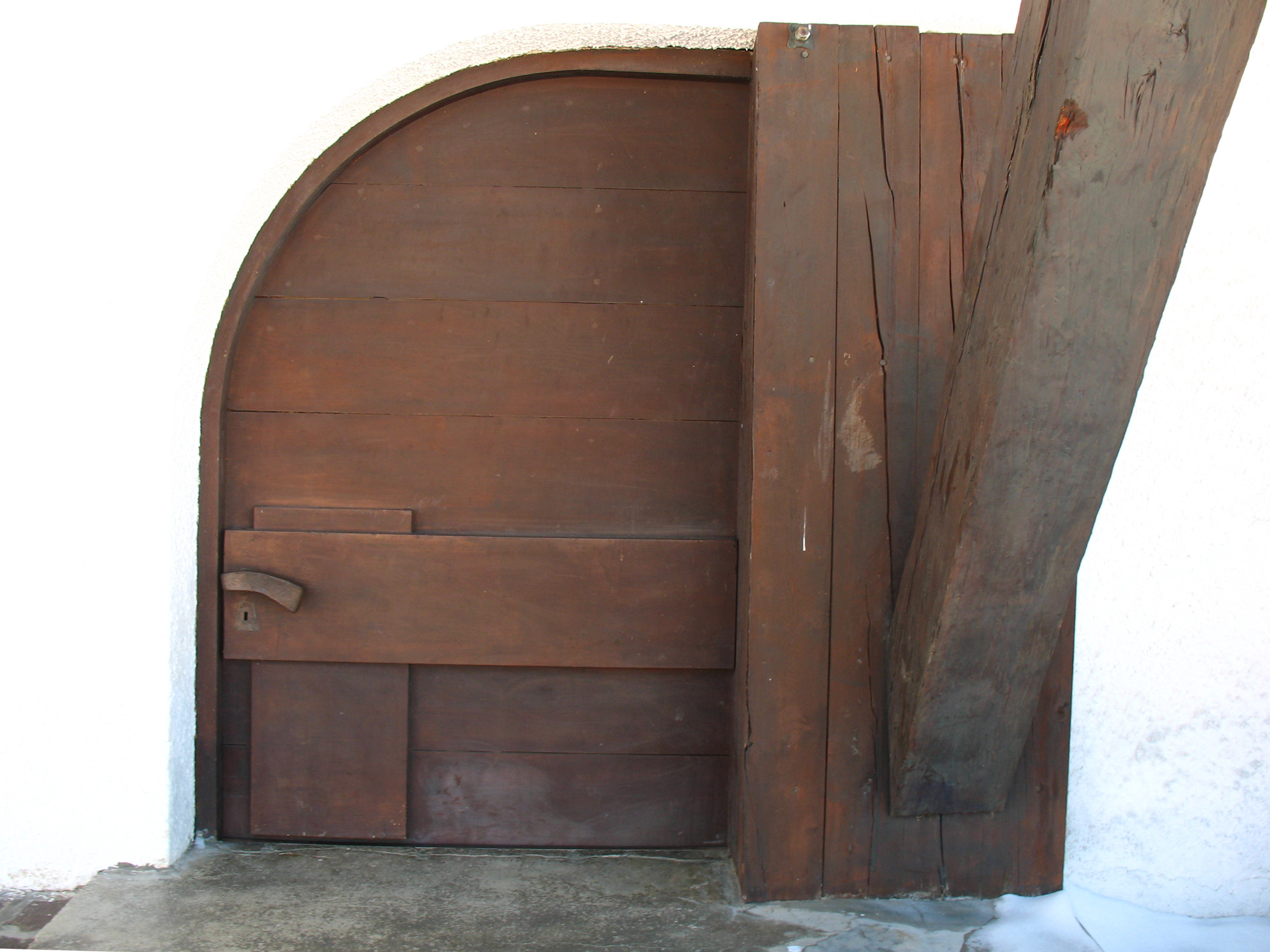
Eingangstür der Bergkapelle

## Radsport
Im Jahr 2024 ging die 16. Etappe des Giro d’Italia auf dem Monte Pana zu Ende. Die letzten zwei Kilometer wiesen dabei eine durchschnittliche Steigung von 11,8 % auf. Den Etappensieg sicherte sich der Slowene Tadej Pogačar, der zu diesem Zeitpunkt mit einem souveränen Vorsprung in der Maglia Rosa fuhr.
| Jahr | Etappe     | Bergwertung  | Fahrer        |
| ---- | ---------- | ------------ | ------------- |
| 2024 | 16. Etappe | 2. Kategorie | Tadej Pogačar |